# Isaac Martínez
Isaac Jireh Martínez Camacho (ur. 23 marca 2006 w Guadalajarze) – meksykański piłkarz występujący na pozycji defensywnego pomocnika, od 2025 roku zawodnik Tapatío.